# 21655 Niklauswirth
21655 Niklauswirth è un asteroide della fascia principale. Scoperto nel 1999, presenta un'orbita caratterizzata da un semiasse maggiore pari a 2,6442440 UA e da un'eccentricità di 0,1776860, inclinata di 13,39486° rispetto all'eclittica.
È dedicato a Niklaus Wirth, informatico, creatore del Pascal e di altri linguaggi di programmazione.